# Придорожное (Крым)
Придоро́жное (до 1945 года Дюрме́нь; укр. Придорожнє, крымскотат. Dürmen, Дюрмен) — село в Джанкойском районе Республики Крым, входит в состав Ермаковского сельского поселения (согласно административно-территориальному делению Украины — Ермаковского сельского совета Автономной Республики Крым).

## Население
| 2001 | 2014 |
| ---- | ---- |
| 624  | ↘555 |

Всеукраинская перепись 2001 года показала следующее распределение по носителям языка
| Язык             | Процент |
| ---------------- | ------- |
| русский          | 70.51   |
| крымскотатарский | 16.67   |
| украинский       | 7.53    |
| белорусский      | 1.6     |
| другие           | 0.16    |

### Динамика численности
| - 1889 год — 62 чел. - 1892 год — 38 чел. - 1900 год — 57 чел. - 1911 год — 71 чел. - 1915 год — 74/47 чел. - 1926 год — 136 чел. | - 1939 год — 214 чел. - 1989 год — 645 чел. - 2001 год — 624 чел. - 2009 год — 596 чел. - 2014 год — 555 чел. |

## Современное состояние
На 2017 год в Придорожном числится 6 улиц; на 2009 год, по данным сельсовета, село занимало площадь 191,6 гектара на которой, в 206 дворах, проживало 596 человек. В селе действуют библиотека, магазин, фельдшерско-акушерский пункт, отделение Почты России. Приказом ФСБ РФ от 26 ноября 2014 года N 659 от восточной границы Придорожного и далее на восток располагается пограничная зона, само Придорожное в погранзону не входит.

## География
Придорожное — село на севере района, в степном Крыму, у места впадения в осыхающий залив Сиваша реки Победная, на восточной стороне шоссе Москва — Симферополь, высота центра села над уровнем моря — 12 м. Соседние сёла: Островское в 2 км на юг по шоссе, Ветвистое в 0,5 км на запад и Столбовое — в 2,5 км на север по шоссе. Расстояние до райцентра — около 13 километров (по шоссе), там же ближайшая железнодорожная станция (географически ближайшая — Мамут — в полукилометре). Транспортное сообщение осуществляется по региональной автодороге 35А-002 граница с Украиной — Симферополь — Алушта — Ялта (по украинской классификации — М-18 Харьков — Симферополь — Алушта — Ялта).

## История
Идентифицировать Дюрмен среди, зачастую сильно искажённых, названий деревень в Камеральном Описании Крыма… 1784 года пока не удалось, возможно, деревня была покинута жителями, эмигрировавшими в Турцию в период присоединения Крыма к России или название могло быть записано вообще неверно. По новому административному делению, после создания 8 (20) октября 1802 года Таврической губернии, Дурмень находился на территории Биюк-Тузакчинской волости Перекопского уезда Таврической губернии.
На военно-топографической карте генерал-майора Мухина 1817 года деревня Дурмень обозначена пустующей а на картах 1836 и 1842 года обозначены уже развалины деревни Дюрмень.
В 1876 году на пустующее место заселились немцы меннониты, выходцы из молочанских колоний Минстерберг и Альтонау, назвав селение Шоттенру (нем. Schottenruh). В Байгончекской волости (к ней относилось местность после земской реформы Александра II 1860-х годов) поселенцам выделили 602 десятина земли.
В «Памятной книге Таврической губернии 1889 года» по результатам Х ревизии 1887 года уже записан Дюрмень с 9 дворами и 62 жителями.
После земской реформы 1890 года Дюрмень отнесли к Богемской волости.
Согласно «…Памятной книжке Таврической губернии на 1892 год», в деревне, составлявшей Дюрменское сельское общество, было 38 жителей в 10 домохозяйствах. По «…Памятной книжке Таврической губернии на 1900 год» в Дюрьмене числилось 57 жителей в 9 дворах. К 1911 году население составило 71 человек. По Статистическому справочнику Таврической губернии. Ч.II-я. Статистический очерк, выпуск пятый Перекопский уезд, 1915 год, в деревне Дюрмень Богемской волости Перекопского уезда числилось 8 дворов (все дворы с землёй) с немецким населением в количестве 74 человек приписных жителей и 47 — «посторонних», из которых 61 мужчина и 60 женщин. Жители владели 602 десятинами удобной земли. В хозяйствах имелось 58 лошадей, 63 коровы и 29 голов мелкого скота
После установления в Крыму Советской власти, по постановлению Крымревкома от 8 января 1921 года № 206 «Об изменении административных границ» была упразднена волостная система и в составе Джанкойского уезда (преобразованного из Перекопского) был создан Джанкойский район. В 1922 году уезды преобразовали в округа. 11 октября 1923 года, согласно постановлению ВЦИК, в административное деление Крымской АССР были внесены изменения, в результате которых округа были ликвидированы, основной административной единицей стал Джанкойский район и село включили в его состав. Согласно Списку населённых пунктов Крымской АССР по Всесоюзной переписи 17 декабря 1926 года, в селе Дюрмень, Таганашского сельсовета Джанкойского района, числилось 30 дворов, из них 28 крестьянских, население составляло 136 человек, из них 110 немцев и 26 русских, действовала немецкая школа. В селе действовал колхоз «Надежда». По данным всесоюзной переписи населения 1939 года в селе проживало 214 человек.
Вскоре после начала Великой Отечественной войны, 18 августа 1941 года крымские немцы были выселены, сначала в Ставропольский край, а затем в Сибирь и северный Казахстан.
Во время Великой Отечественной войны в конце октября 1941 году в бою у села Дюрмень погибли два неизвестных бойца 4-го батальона 7-й бригады морской пехоты. Павших похоронили местные жители на сельском кладбище. В январе 1942 года в окрестностях села расстреляны два бойца 156-й стрелковой дивизии. В ходе освобождения Крыма у Дюрменя погибли шесть воинов 263-й стрелковой дивизии, установлены имена двоих. Все павшие похоронены в одной братской могиле, на которой в 1954 году был установлен памятник. Постановлением Совета министров Республики Крым № 627 от 20 декабря 2016 года памятник отнесён к категории объектов культурно-исторического наследия России регионального значения.
После освобождения Крыма от фашистов в апреле, 12 августа 1944 года было принято постановление № ГОКО-6372с «О переселении колхозников в районы Крыма» и в сентябре 1944 года в район приехали первые новоселы (27 семей) из Каменец-Подольской и Киевской областей, а в начале 1950-х годов последовала вторая волна переселенцев из различных областей Украины. Указом Президиума Верховного Совета РСФСР от 21 августа 1945 года Дюрмень был переименован в Придорожное и Дюрменьский сельсовет — в Придорожненский. С 25 июня 1946 года Придорожное в составе Крымской области РСФСР, а 26 апреля 1954 года Крымская область была передана из состава РСФСР в состав УССР. Время упразднения сельсовета и включения в Медведевский пока не установлено: на 15 июня 1960 года село уже числилось в его составе.С 1 апреля 1977 года переподчинено Ермаковскому. По данным переписи 1989 года в селе проживало 645 человек. С 12 февраля 1991 года село в восстановленной Крымской АССР, 26 февраля 1992 года переименованной в Автономную Республику Крым. С 21 марта 2014 года в составе Крыма аннексировано Россией.